# Alfie Whiteman
Alfie Malik Whiteman, född 2 oktober 1998, är en engelsk professionell fotbollsmålvakt som tidigare har spelat för Tottenham Hotspur.

## Karriär
Whiteman gick med i Tottenham Hotspurs akademilag 2015. 2019 skrev han på ett nytt kontrakt med klubben som löper till 2022.
26 november 2020 byttes Whiteman in mot Ludogorets Razgrad i Uefa Europa League i den 82:a minuten, efter att Joe Hart gått av planen.
12 augusti 2021 gick Whiteman med i det Allsvenska laget Degerfors på ett lån till slutet av säsongen 2021. Efter säsongen återvände han till Tottenham Hotspur, men blev återigen utlånad till Degerfors inför säsongen 2022.
31 maj 2025 meddelade klubben att Whiteman skulle lämna Tottenham.